# Parcs nationaux du Venezuela

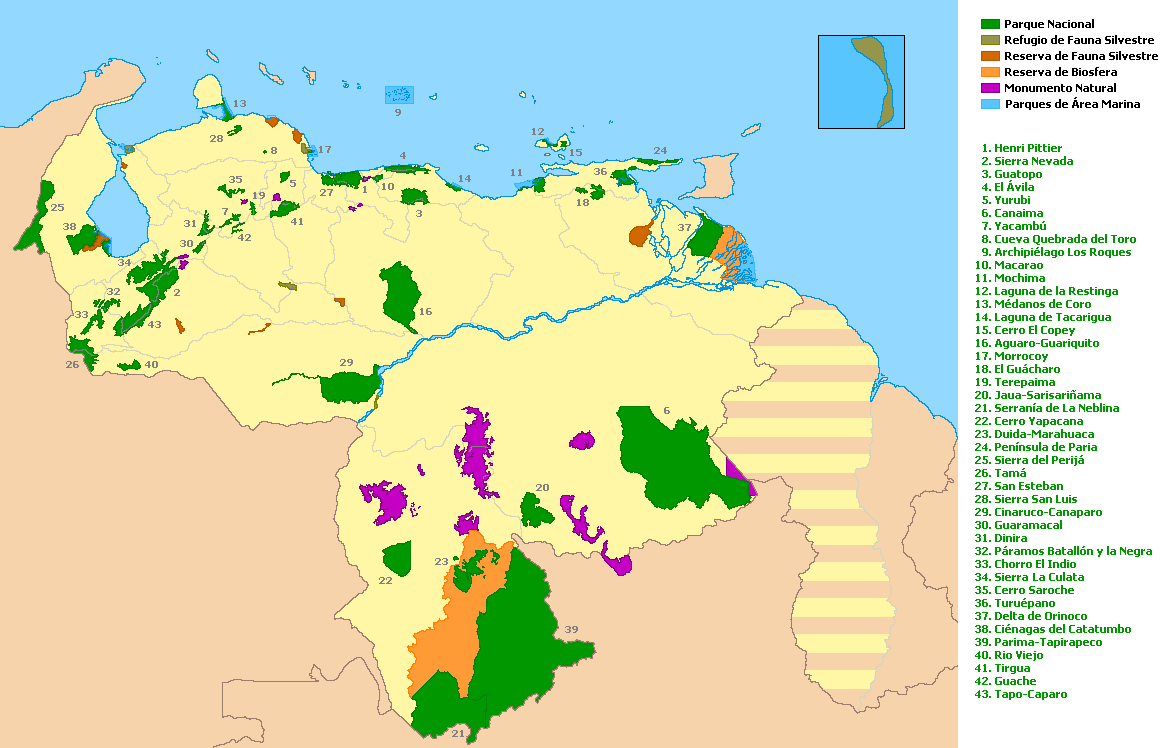
Aires protégées du Venezuela

Logo de l'INPARQUES

Les parcs nationaux du Venezuela, qui sont au nombre de 43, sont gérés par l'Institut national des parcs (es) (INPARQUES).

## L'Institut national des parcs
L'Institut national des parcs du Venezuela est l'organe directeur qui administre et gère l'ensemble du système des parcs et monuments nationaux. Il est au service du ministère de l’Écosocialisme (MINEC). C'est un institut autonome et légal. 
La loi de création a été promulguée le 3 octobre 1973, établissant les fonctions d'administration du Parque del Este et de certains autres parcs ouverts et récréatifs. Le 27 mars 2009, en vertu du Journal officiel n° 39.148, a été nommé président de l'Institut Leonardo José Millán Saavedra.
Le 21 juillet 1978, il a été publié au Journal officiel (extraordinaire) n°2290 une loi qui réforme partiellement l'organisation de l'Institut et ce, de façon à incorporer tous les parcs nationaux et monuments naturels du pays.

## Liste des parcs
| Parc national                  | État                                    | Création | Superficie (km2) |
| ------------------------------ | --------------------------------------- | -------- | ---------------- |
| Henri Pittier                  | Aragua et Carabobo                      | 1937     | 1 078,00         |
| Sierra Nevada                  | Mérida et Barinas                       | 1952     | 2 764,46         |
| Guatopo                        | Miranda et Guárico                      | 1958     | 1 224,64         |
| El Avila                       | District capitale de Caracas et Miranda | 1958     | 819,00           |
| Yurubí                         | Yaracuy                                 | 1960     | 236,70           |
| Canaima                        | Bolívar                                 | 1962     | 30 000,00        |
| Yacambú                        | Lara                                    | 1962     | 145,80           |
| Cueva de La Quebrada del Toro  | Falcón                                  | 1969     | 48,85            |
| Archipiélago de Los Roques     | Dépendances fédérales                   | 1972     | 2 211,20         |
| Macarao                        | Miranda et District capitale            | 1973     | 150,00           |
| Mochima                        | Anzoátegui et Sucre                     | 1973     | 949,35           |
| Laguna de la Restinga          | Nueva Esparta                           | 1974     | 188,62           |
| Los Médanos de Coro            | Falcón                                  | 1974     | 912,80           |
| Laguna de Tacarigua            | Miranda                                 | 1974     | 391,00           |
| Cerro El Copey-Jóvito Villalba | Nueva Esparta                           | 1974     | 71,30            |
| Aguaro-Guariquito              | Guárico                                 | 1974     | 5 857,50         |
| Morrocoy                       | Falcón                                  | 1974     | 320,90           |
| Cueva del Guácharo             | Monagas et Sucre                        | 1975     | 627,00           |
| Terepaima                      | Lara et Portuguesa                      | 1976     | 186,50           |
| Jaua-Sarisariñama              | Bolívar                                 | 1978     | 3 300,00         |
| Serranía La Neblina            | Amazonas                                | 1978     | 13 600,00        |
| Cerro Yapacana                 | Amazonas                                | 1978     | 3 200,00         |
| Duida-Marahuaca                | Amazonas                                | 1978     | 2 100,00         |
| Península de Paria             | Sucre                                   | 1978     | 375,00           |
| Sierra de Perijá               | Zulia                                   | 1978     | 2 952,88         |
| El Tamá                        | Táchira et Apure                        | 1978     | 1 390,00         |
| San Esteban                    | Carabobo                                | 1987     | 435,00           |
| Juan Crisóstomo Falcón         | Falcón                                  | 1987     | 200,00           |
| Santos Luzardo                 | Apure                                   | 1988     | 5 843,68         |
| Guaramacal                     | Trujillo et Portuguesa                  | 1988     | 210,00           |
| Dinira                         | Trujillo, Lara et Portuguesa            | 1988     | 453,28           |
| General Juan Pablo Peñalosa    | Táchira et Mérida                       | 1989     | 752,00           |
| Chorro El Indio                | Táchira                                 | 1989     | 170,00           |
| Sierra de La Culata            | Mérida et Trujillo                      | 1989     | 2 004,00         |
| Cerro Saroche                  | Lara                                    | 1989     | 322,94           |
| Turuépano                      | Sucre                                   | 1991     | 700,00           |
| Delta del Orinoco              | Delta Amacuro                           | 1991     | 3 310,00         |
| Ciénagas de Juan Manuel        | Zulia                                   | 1991     | 2 500,00         |
| Parima Tapirapecó              | Amazonas                                | 1991     | 34 200,00        |
| Río Viejo-San Camilo           | Apure                                   | 1992     | 800,00           |
| General Manuel Manrique        | Cojedes et Yaracuy                      | 1992     | 910,00           |
| El Guache                      | Portuguesa et Lara                      | 1992     | 125,00           |
| Tapo-Caparo                    | Barinas, Mérida et Táchira              | 1993     | 2 050,00         |